# Dammsjön (Ljungs socken, Östergötland)
Dammsjön är en sjö i Linköpings kommun i Östergötland och ingår i Motala ströms huvudavrinningsområde.